# DTP Demo 1986
DTP Demo 1986 är ett samlingsalbum med det amerikanska death metal-bandet Sadus, utgivet 2003 av skivbolaget Hammerheart Records. Albumet innehåller låtar från bandets demo D.T.P. (Death to Posers) från 1986 (spår 1–6) och två låtar från demon Certain Death inspelad 1987. Alla låtar är remastrade.

## Låtlista
1. "Sadus Attack" – 1:49
2. "Torture" – 2:44
3. "Kill Team" – 3:57
4. "Desolator" – 3:48
5. "Fight or Die" – 3:18
6. "Twisted Face" – 2:06
7. "Number One" (instrumental) – 5:42
8. "Hands of Fate" – 4:12

## Medverkande
Musiker (Sadus-medlemmar)
- Darren Travis – sång, gitarr
- Rob Moore – gitarr
- Steve DiGiorgio – basgitarr
- Jon Allen – trummor